# NGC 3223
NGC 3223 = IC 2571 ist eine Spiralgalaxie mit ausgedehnten Sternentstehungsgebieten vom Hubble-Typ Sb im Sternbild Luftpumpe am Südsternhimmel. Sie ist schätzungsweise 119 Millionen Lichtjahre von der Milchstraße entfernt und hat einen Durchmesser von etwa 150.000 Lj.

Im selben Himmelsareal befinden sich u. a. die Galaxien NGC 3224 und IC 2570.
Das Objekt wurde am 2. Februar 1835 von John Herschel entdeckt.

## NGC 3223-Gruppe (LGG 196)
| Galaxie   | Alternativname | Entfernung/Mio. Lj |
| --------- | -------------- | ------------------ |
| NGC 3223  | PGC 30308      | 119                |
| NGC 3224  | PGC 30314      | 128                |
| NGC 3258  | PGC 30859      | 115                |
| NGC 3258A | PGC 30815      | 114                |
| NGC 3258C | PGC 31053      | 106                |
| NGC 3258D | PGC 31094      | 101                |
| NGC 3268  | PGC 30949      | 115                |
| NGC 3281C | PGC 31173      | 114                |
| NGC 3289  | PGC 31253      | 114                |
| IC 2552   | PGC 29637      | 125                |
| IC 2559   | PGC 29898      | 124                |
| IC 2560   | PGC 29993      | 121                |
| PGC 29966 | ESO 375-3      | 107                |
| PGC 30976 | ESO 375-47     | 126                |
| PGC 31248 | ESO 375-64     | 105                |
| PGC 30038 |                | 114                |